# Liste der Monuments historiques in Saint-Vallier-de-Thiey
Die Liste der Monuments historiques in Saint-Vallier-de-Thiey führt die Monuments historiques in der französischen Gemeinde Saint-Vallier-de-Thiey auf.

## Liste der Bauwerke
| Bezeichnung             | Beschreibung               | Standort            | Kennzeichnung | Schutzstatus | Datum | Bild |
| ----------------------- | -------------------------- | ------------------- | ------------- | ------------ | ----- | ---- |
| Castellaras de la Malle | eisenzeitliche Befestigung | (Lage)              | PA00080851    | Classé       | 1909  |      |
| Bastide                 |                            | Les Arbouins (Lage) | PA00080850    | Inscrit      | 1987  |      |

## Liste der Objekte
| Bezeichnung                                         | Beschreibung                             | Standort | Kennzeichnung | Schutzstatus | Datum | Bild |
| --------------------------------------------------- | ---------------------------------------- | -------- | ------------- | ------------ | ----- | ---- |
| Gemälde La Procession des pénitents noirs de Grasse | Ölgemälde, 1776; in der Kapelle Ste-Luce | (Lage)   | PM06001400    | Classé       | 1990  |      |